# Medatixx
Die Medatixx GmbH & Co. KG ist ein  Software- und IT-Dienstleistungsunternehmen für niedergelassene Ärzte sowie Psychotherapeuten.

## Geschichte
Die Medatixx GmbH & Co. KG ist 2007 durch den Zusammenschluss der Praxissoftware-Anbieter „DOCexpert Computer GmbH“ und „MCS Arzt- und Ambulanzsysteme GmbH“ entstanden. Seitdem schlossen sich weitere Praxis-EDV-Anbieter dem Unternehmensverbund an. Seit Oktober 2011 gehört die Promedico Computer für Medizin GmbH zum Medatixx-Unternehmensverbund und ist 2018 mit der Medatixx verschmolzen. Im April 2022 wurde die Softland GmbH in die Medatixx integriert und agiert mit ihrer Praxissoftware „Elaphe Longissima“ (kurz: EL) seitdem weiterhin aktiv als Tochterunternehmen.

## Unternehmen
Das Unternehmen bietet die Programme Medatixx, x.Comfort, x.Concept, x.Isynet und Elaphe Longissima sowie die Ambulanz-/MVZ-Lösungen x.Vianova und x.Concept-Edition Ambulanz/MVZ an. Die Praxissoftware psyx ist für psychologische Psychotherapeuten sowie Kinder- und Jugendlichenpsychotherapeuten konzipiert.
Die Medatixx-Akademie richtet Fortbildungen für Ärzte und medizinisches Fachpersonal aus und bietet Online-Wissensformate an. Auf dem Infoportal zur Digitalisierung in der Praxis (DIP) bietet Medatixx Inhalte und Wissen zu den Themen E-Health, Telematikinfrastruktur (TI) und Gesundheitspolitik an.
760  Mitarbeiter entwickeln die Praxissoftware und bieten IT-Dienstleistungen. Für die Kundenbetreuung sorgen 20 eigene und 61 Vertriebspartner- und Service-Standorte.

## Mitgliedschaften
- Als bvitg-Mitglied (Bundesverband Gesundheits-IT e. V.)[3] steht Medatixx im Dialog mit der Politik, den Gremien der ärztlichen Selbstverwaltung und Gesundheits-IT-Anbietern.
- Im Qualitätsring Medizinische Software e. V.[4] setzt sich Medatixx für Standards im Bereich medizinischer Schnittstellen ein.
- Medatixx ist Mitglied im Bitkom.[5]
- Medatixx ist Gründungspartner des Netzwerks Digital Health Bamberg.[6]
- Medatixx ist im Bundesverband Managed Care e. V. (BMC)[7] sowie Bundesverband Medizinische Versorgungszentren (BMVZ)[8] aktiv.